# Яшин Олексій Валерійович
Олексій Валерійович Яшин (рос. Алексей Валерьевич Яшин; 5 листопада 1973, м. Свердловськ, СРСР) — російський хокеїст, лівий/центральний нападник. Заслужений майстер спорту Росії (1993).
З 7 грудня 2012 року - генеральний менеджер Жіночой збірной Росії з хокею із шайбою.
Вихованець хокейної школи «Спартаковець» (Єкатеринбург). Виступав за «Динамо-Енергія» (Єкатеринбург), «Динамо» (Москва), «Оттава Сенаторс», «Лас-Вегас Тандер» (АХЛ), ЦСКА (Москва), «Нью-Йорк Айлендерс», «Локомотив» (Ярославль), СКА (Санкт-Петербург).
В чемпіонатах НХЛ — 850 матчів (337+444), у турнірах Кубка Стенлі — 48 матчів (11+16).
У складі національної збірної Росії дебютував у 1992 році; учасник зимових Олімпійських ігор 1998, 2002 і 2006, учасник чемпіонатів світу 1993, 1994, 1996, 1997, 1999, 2000, 2001, 2004 і 2005. У складі молодіжної збірної Росії учасник чемпіонатів світу 1992 і 1993. У складі юніорської збірної СРСР учасник чемпіонатів Європи 1991.
Сильний у всіх компонентах хокейної майстерності, особливо його вирізняють витончений дриблінг та невловимий кистьовий кидок. Справжній лідер команди, який вміє підкорити свої інтереси командним.
Досягнення
- Срібний призер зимових Олімпійських ігор (1998), бронзовий призер (2002)
- Чемпіон світу (1993), срібний призер (2005)
- Чемпіон МХЛ (1993)
- Учасник матчу всіх зірок НХЛ (1994, 1999, 2002)
- Учасник матчу усіх зірок КХЛ (2009, 2010)
- Володар Кубка Шпенглера (2010).